# Schlacht bei Denain
Carpi – Chiari – Cremona – Kaiserswerth – Luzzara   – Santa Marta – Cádiz – Friedlingen – Vigo – Schmidmühlen – Bonn – Krottensee – Ekeren – Höchstädt – Speyerbach – Schellenberg – Gibraltar – Höchstädt – Vélez-Málaga – Marbella – Cassano – Barcelona – Sendlinger Mordweihnacht – Aidenbach – Calcinato – Ramillies – Turin – Castiglione – Santa Cruz de Tenerife – Almansa – Kap Béveziers – Toulon – Lizard Point – Lille – Oudenaarde – Gent – Malplaquet – Mons – Almenar – Saragossa – Syrakus – Villaviciosa – Rio de Janeiro – Denain – Barcelona
Die Schlacht bei Denain fand am 24. Juli 1712 während des Spanischen Erbfolgekrieges im Wesentlichen zwischen französischen und niederländischen Einheiten statt. Sie endete mit einem französischen Sieg. Dieser war mitverantwortlich für den Austritt der Niederlande aus dem Krieg.

## Vorgeschichte
Nachdem Großbritannien die Haager Große Allianz mit den Niederlanden, dem Heiligen Römischen Reich und den Habsburger Ländern verlassen hatte und seine Truppen plötzlich auf geheimen Befehl zurückzog, nutzte der französische Marschall Claude-Louis-Hector de Villars die Gelegenheit zur Offensive.
Ein niederländisches Korps unter General Arnold van Keppel, 1. Earl of Albemarle hatte sich bei dem Ort Denain (im heutigen Nordfrankreich) verschanzt. Marschall Villars plante, diese Stellungen zu nehmen. Diese Absichten blieben Eugen von Savoyen verborgen, so dass Villars ungehindert nach Denain marschieren konnte.

## Verlauf
Als die feindlichen Truppen vor dem Ort standen, wurde dies auch dem Prinzen Eugen gemeldet. Arnold van Keppel stellte seine Truppen auf. Allerdings musste er auf dem rechten Flügel ohne Verteidigung der Verschanzungen auskommen. Prinz Eugen, der inzwischen angekommen war, versuchte diese Schwäche mit einigen Einheiten auszugleichen, ohne die Hauptmacht seiner Armee heranführen zu können.
Auch die französische Armee hatte sich inzwischen formiert, dabei stand die Infanterie vor der Kavallerie. Die Franzosen griffen mit Infanterie, Grenadieren und abgesessenen Dragonern an. Die Dragoner standen in der ersten Linie auf dem rechten französischen Flügel. Sie gingen entlang der Schelde auf die linke Flanke der verschanzten Stellung der Alliierten vor. Die restlichen französischen Truppen gruppierten sich in zwei Kolonnen, die gegen das Zentrum der Gegner vorrückten. Dahinter folgten weitere dreißig Bataillone zur Unterstützung, gefolgt von der restlichen französischen Armee. Die Verteidiger verfügten nur über sechs Geschütze. Das Artilleriefeuer wurde von den Franzosen von einer erhöhten Stellung beantwortet.
Prinz Eugen befahl, die Stellung so lange zu halten, bis die Infanterie des linken Flügels der alliierten Hauptarmee angekommen sei. Der französische Angriff begann um 1 Uhr mittags. Sie drängte die Gegner im Zentrum zurück, deren Flügel wurden abgeschnitten. Der Versuch von Arnold van Keppel, mit Hilfe des linken Flügels wieder in die Offensive zu kommen, scheiterte, als auch diese Truppen flohen. Van Keppel wurde von den Franzosen gefangen genommen. Die Truppen von Prinz Eugen, etwa 40 Bataillone stark, waren inzwischen an der Schelde angelangt, konnten den Fluss über eine bestehende Schiffsbrücke aber nicht überqueren, da diese verstopft war und zusammenbrach.
Die fliehenden Truppen von Arnold van Keppel versuchten, den Fluss zu durchschwimmen, um den nachsetzenden Franzosen zu entkommen. Dies ist offenbar nur wenigen gelungen. Nur etwa 4000 Mann stießen später wieder zur Armee. Unter den Ertrunkenen waren auch Generäle, der in holländischen Diensten stehende Generalleutnant Graf Dohna und der Generalwachtmeister Graf Cornelis von Nassau-Wondenberg. Die Franzosen nahmen fast 3000 Mann gefangen, darunter neben van Keppel auch weitere hochrangige Generäle und Offiziere.

## Folgen
Nach dem Sieg gelang es Villars, eine Reihe fester Orte einzunehmen. Große Bedeutung hatte der Sieg für die Moral der französischen Truppen. Insbesondere aber spielte er eine Rolle für das endgültige Auseinanderbrechen der antifranzösischen Koalition, da die kriegsmüden Niederländer zu Zugeständnissen bei den bereits laufenden Friedensverhandlungen von Utrecht bereit waren. Das Heilige Römische Reich und Österreich blieben nach dem Frieden von Utrecht von 1713 zunächst als alleinige Kriegsgegner Frankreichs zurück, ehe der Krieg 1714 mit dem Rastatter Frieden und dem Frieden von Baden beendet wurde.